# Greatest Hits (álbum de Shania Twain)
Greatest Hits es la primera recopilación de grandes éxitos de la cantante canadiense Shania Twain, publicado a finales del 2004. El álbum contiene 21 canciones de sus tres álbumes de diamante The Woman in Me, Come on Over y Up!. También incluye tres canciones nuevas: "Party for Two" que alcanzó el top 10 en el Reino Unido, Alemania y la lista country en Estados Unidos; la balada "Don't!" y I Ain't No Quitter".
El álbum debutó en el número dos en Estados Unidos en la lista Billboard 200 con 530.000 copias vendidas en su primera semana de lanzamiento. En la segunda semana vendió más de 232.000 copias, en la tercera 384.000, en la cuarta 195.000, en la quinta 237.000, en la sexta 311.000 y en la octava 347.000.
Greatest Hits fue el álbum country mejor vendido durante el 2005 en Estados Unidos. Hasta noviembre del 2006 el álbum había vendido 3.540.000 unidades al por menor en los Estados Unidos, por lo que ha sido certificado de cuatro discos de platino por la RIAA. Actualmente lleva vendido 4.500.000 de copias mundialmente.

## Lista de canciones
Todas las canciones fueron compuestas por Shania Twain y Robert Lange excepto "You Win My Love" que fue compuesta solo por Lange.
1. "Forever and for Always" [Red Radio Edit] – 4:03
2. "I'm Gonna Getcha Good!" [Red Radio Edit] – 4:02
3. "Up!" [Green Album Version*/Red Album Version**] – 2:53
4. "Come on Over" – 2:54
5. "Man! I Feel Like a Woman!" [Album Version*/Versión Internacional**]– 3:53
6. "That Don't Impress Me Much"  [Pop Radio Version] – 4:27
7. "From This Moment On" [Versión Internacional] – 3:55
8. "Honey, I'm Home" – 3:36
9. "You're Still the One"  [Radio Edit w/o Intro] – 3:14
10. "Don't Be Stupid (You Know I Love You)" – 3:34
11. "Love Gets Me Every Time" – 3:33
12. "No One Needs to Know" – 3:03
13. "You Win My Love" [Radio Edit] – 3:45
14. "(If You're Not in It for Love) I'm Outta Here!" [Radio Edit Version] – 3:48
15. "The Woman in Me (Needs the Man in You)" [Radio Edit]– 3:57
16. "Any Man of Mine" – 4:06
17. "Whose Bed Have Your Boots Been Under?" [Radio Edit] – 3:58
18. "Party for Two" ( con Mark McGrath) [Pop Version]  – 3:31
19. "Don't!" – 3:55
20. "Party for Two" (con Billy Currington) [Country Version] – 3:31 *
21. "I Ain't No Quitter" – 3:30

*Sólo Versión Norteamericana

**Sólo Versión Internacional (Sudamérica/Europa/Asia)

## Listas
| Chart                                   | Posición     |
| --------------------------------------- | ------------ |
| Billboard Top Country Albums de EE. UU. | 1 (11 weeks) |
| Canadá                                  | 1 (5 weeks)  |
| Canadá Álbumes Country                  | 1 (22 weeks) |
| EE. UU Billboard 200                    | 2            |
| Alemania                                | 3            |
| Austria                                 | 3            |
| Suiza                                   | 4            |
| Reino Unido                             | 6            |
| Nueva Zelanda                           | 10           |
| Noruega                                 | 14           |
| Suecia                                  | 14           |